# やまゆり型巡視艇
やまゆり型巡視艇（英語: Yamayuri-class patrol crafts）は、海上保安庁の巡視艇の船級。また改正型のいそかぜ型（2隻）、いそかぜ型の主機強化型のなだかぜ型（2隻）についても別型ではあるが、本項で扱う。

## 設計
海上保安庁創設当時の船艇は戦時急造船や老朽船であったことから、求められる任務を適切に果たすため、昭和24年（1949年）度計画より新規建造を開始した。同年度計画で建造したそよかぜ型ののち、昭和32年度計画から新規設計によるはるかぜ型、昭和39年度からはこれをもとに速力の向上と消防能力の付与をはかったやかぜ型、昭和43年度計画からはこれを鋼製化したちよかぜ型と、順次に15メートル型巡視艇を整備してきた。しかし多様化する業務ニーズに対応するには、ちよかぜ型でも船型過小となったことから、これらの運用実績を加味して新規設計されたのが本型である。
主機関は日産RD10T-A06ディーゼルエンジン2基を搭載して、それぞれが両舷1軸ずつのスクリュープロペラを駆動した。またCL-250以降は主機関をS6A-MTK（450馬力）2基に、また推進器をウォータージェット推進方式に変更して、最大速力21.9ノットとしていたが、最終艇では再び従前どおりに戻された。（WJ推進CL250のみ）
高速化を図ったなだかぜ型では、主機関に400馬力のディーゼルエンジン2基を搭載し、最大速力は約29ノットとなった。船体構造は高速性能を確保するため軽量化に努めており、船体は耐候性の高張力鋼、上部構造物はアルミニウム合金、甲板は耐水合板製で総トン数は約19トンである。

## 配備

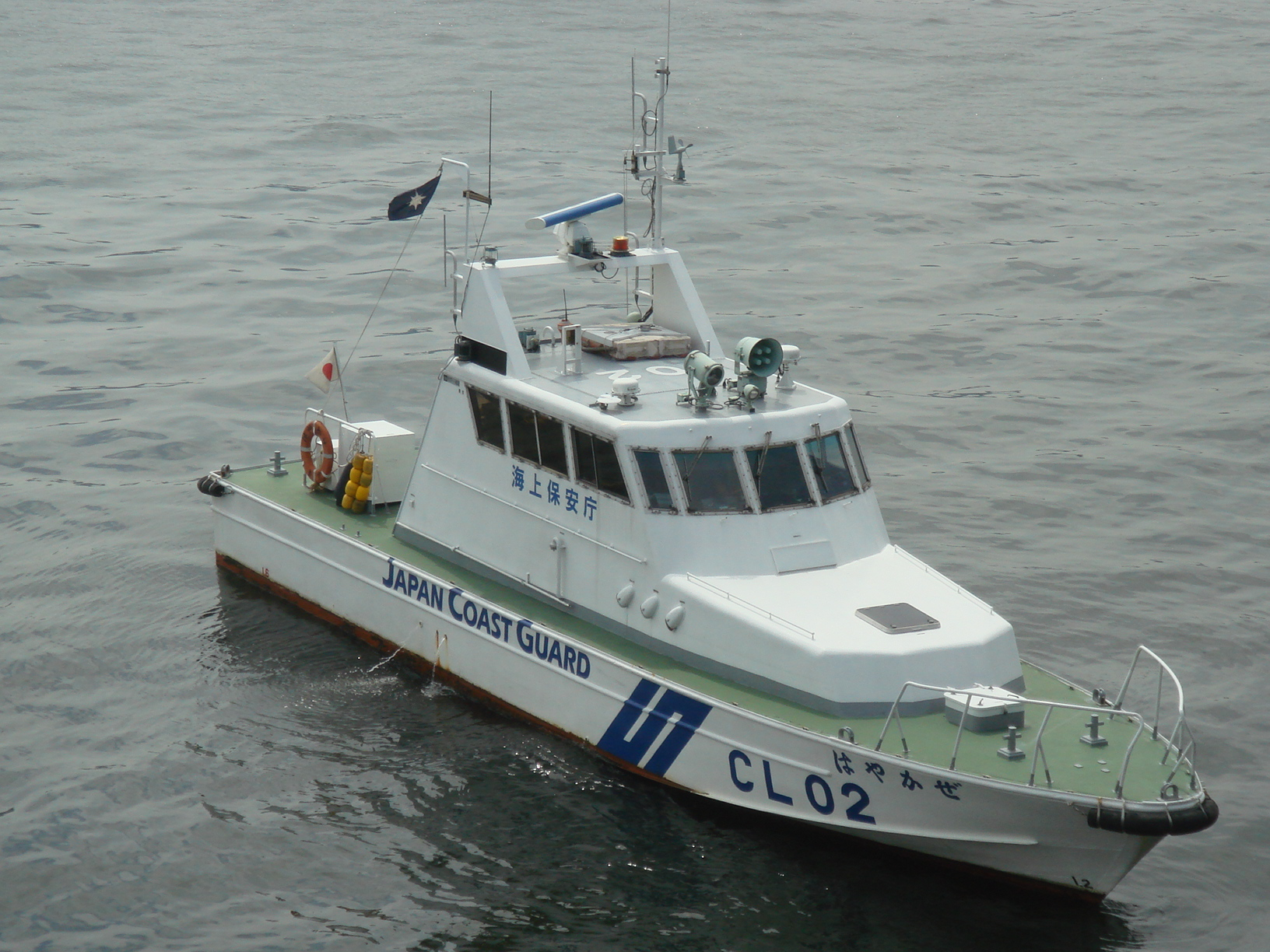
いそかぜ型「はやかぜ」

建造は昭和52年度計画より着手され、昭和62年度計画までの10年間にわたって64隻という多数が建造された。なお、全長が18メートルあることから、従来の15メートル型と区別するため、部内では非公式に18メートル型とも称されていた。
また改正型として、昭和63年度計画では上部構造物を刷新したいそかぜ型が、また平成2年度計画ではその主機出力を強化したなだかぜ型が建造された。なだかぜ型はちよかぜ型の更新も視野に入れていたが、船型過小と判断されて量産には至らず、20メートル型のすずかぜ型が建造されることになった。
基本塗色は灰色であったが、2000年（平成12年）以降白色塗装及びS字章とJCGロゴが船側に記載された艇がある。

## 同型艇一覧
| 計画年度                  | 番号   | 船名                  | 建造       | 竣工       | 解役       |
| ------------------------- | ------ | --------------------- | ---------- | ---------- | ---------- |
| 昭和52年度                | CL-201 | やまゆり              | 石原       | 1978年1月  | 2001年2月  |
| 昭和52年度                | CL-202 | たちばな              | 石原       | 1978年2月  | 2001年3月  |
| 昭和53年度                | CL-203 | こまくさ              | 石原       | 1979年1月  | 2001年3月  |
| 昭和53年度                | CL-204 | しらぎく → とさつばき | 石原       | 1979年2月  | 2001年3月  |
| 昭和53年度 補正           | CL-205 | やぐるま              | 墨田川造船 | 1979年7月  | 2002年3月  |
| 昭和53年度 補正           | CL-206 | はまなす → みやぎく   | 墨田川造船 | 1979年9月  | 2007年3月  |
| 昭和53年度 補正           | CL-207 | すずらん              | 墨田川造船 | 1979年7月  | 2007年3月  |
| 昭和53年度 補正           | CL-208 | いそぎく              | 墨田川造船 | 1979年9月  | 2007年3月  |
| 昭和53年度 補正           | CL-209 | いせぎく              | 墨田川造船 | 1979年8月  | 2007年3月  |
| 昭和53年度 補正           | CL-210 | あやめ                | ヨット     | 1979年10月 | 2002年12月 |
| 昭和53年度 補正           | CL-211 | あじさい              | 信貴       | 1979年9月  | 2008年3月  |
| 昭和53年度 補正           | CL-212 | ひまわり              | ヨット     | 1979年10月 | 2002年3月  |
| 昭和53年度 補正           | CL-213 | はざくら              | ヨット     | 1979年8月  | 2008年3月  |
| 昭和53年度 補正           | CL-214 | ひなぎく              | 石原       | 1979年7月  | 2009年3月  |
| 昭和53年度 補正           | CL-215 | はまぎく              | ヨット     | 1979年9月  | 2008年3月  |
| 昭和53年度 補正           | CL-216 | ふよう                | 石原       | 1979年7月  | 2002年3月  |
| 昭和53年度 補正           | CL-217 | つばき                | 石原       | 1979年8月  | 2002年3月  |
| 昭和53年度 補正           | CL-218 | さざんか              | 石原       | 1979年8月  | 1999年3月  |
| 昭和53年度 補正           | CL-219 | あおい                | 墨田川     | 1979年10月 | 1999年3月  |
| 昭和53年度 補正           | CL-220 | すいせん              | ヨット     | 1979年10月 | 1999年3月  |
| 昭和53年度 補正           | CL-221 | やえざくら            | 石原       | 1979年9月  | 1999年3月  |
| 昭和53年度 補正           | CL-222 | あけび                | 石原       | 1979年10月 | 2002年3月  |
| 昭和54年度                | CL-223 | しらはぎ              | 墨田川     | 1980年1月  | 2002年3月  |
| 昭和54年度                | CL-224 | べにばな              | 墨田川     | 1980年1月  | 1999年3月  |
| 昭和54年度                | CL-225 | むらつばき            | 石原       | 1979年12月 | 2001年3月  |
| 昭和54年度                | CL-226 | つつじ                | 墨田川     | 1980年2月  | 2008年3月  |
| 昭和54年度                | CL-227 | あしび                | 石原       | 1979年12月 | 2002年3月  |
| 昭和54年度                | CL-228 | さとざくら            | 石原       | 1980年2月  | 2008年3月  |
| 昭和54年度                | CL-229 | ゆきつばき            | 石原       | 1980年2月  | 1999年3月  |
| 昭和54年度                | CL-230 | さつき                | 信貴       | 1980年2月  | 2001年3月  |
| 昭和55年度                | CL-231 | えぞぎく              | ヨット     | 1980年11月 | 2007年2月  |
| 昭和55年度                | CL-232 | あかしあ → はやぎく   | 墨田川     | 1980年11月 | 2008年4月  |
| 昭和55年度                | CL-233 | こざくら              | ヨット     | 1980年11月 | 2011年2月  |
| 昭和55年度                | CL-234 | しらうめ              | 石原       | 1980年11月 | 2008年4月  |
| 昭和55年度                | CL-235 | さるびあ              | 石原       | 1980年11月 | 2009年3月  |
| 昭和55年度                | CL-236 | すいれん              | 信貴       | 1980年12月 | 2002年3月  |
| 昭和55年度                | CL-237 | はつぎく              | 石原       | 1981年1月  | 2007年3月  |
| 昭和55年度                | CL-238 | はまゆり              | 石原       | 1981年1月  | 2009年3月  |
| 昭和56年度                | CL-239 | あいりす              | ヨット     | 1982年2月  | 2011年2月  |
| 昭和56年度                | CL-240 | やまぶき              | 墨田川     | 1981年12月 | 2007年3月  |
| 昭和56年度                | CL-241 | しらゆり              | 信貴       | 1982年2月  | 2009年3月  |
| 昭和56年度                | CL-242 | からたち              | 石原       | 1981年12月 | 2009年3月  |
| 昭和56年度                | CL-243 | こうばい              | 石原       | 1982年2月  | 2002年3月  |
| 昭和56年度                | CL-244 | はまゆう              | 石原       | 1982年1月  | 2009年3月  |
| 昭和57年度                | CL-245 | ささゆり → いせぎく   | 墨田川     | 1983年1月  | 2009年11月 |
| 昭和57年度                | CL-246 | こすもす              | 石原       | 1983年2月  | 2009年11月 |
| 昭和57年度                | CL-247 | しおぎく → たかぎく   | 墨田川     | 1982年11月 | 2009年3月  |
| 昭和57年度                | CL-248 | やまはぎ              | ヨット     | 1982年11月 | 2009年3月  |
| 昭和57年度                | CL-249 | もくれん              | 信貴       | 1983年1月  | 2009年11月 |
| 昭和57年度                | CL-250 | いそふじ              | 石原       | 1983年3月  | 2008年2月  |
| 昭和58年度                | CL-251 | たまつばき            | 墨田川     | 1984年1月  | 2010年2月  |
| 昭和58年度                | CL-252 | よどぎく              | 信貴       | 1983年11月 | 2008年4月  |
| 昭和58年度                | CL-253 | いよざくら            | 石原       | 1983年11月 | 2009年11月 |
| 昭和58年度                | CL-254 | ひめつばき            | 石原       | 1984年1月  | 2009年11月 |
| 昭和58年度                | CL-255 | ときくさ              | 墨田川     | 1984年2月  | 2007年3月  |
| 昭和59年度                | CL-256 | むつぎく → すずらん   | 墨田川     | 1984年11月 | 2011年3月  |
| 昭和59年度                | CL-257 | てるぎく              | 信貴       | 1984年12月 | 2010年3月  |
| 昭和59年度                | CL-258 | まやざくら            | 石原       | 1984年12月 | 2008年4月  |
| 昭和59年度                | CL-259 | やまぎく              | ヨット     | 1985年1月  | 2011年2月  |
| 昭和59年度                | CL-260 | とびうめ              | 石原       | 1985年1月  | 2008年4月  |
| 昭和59年度                | CL-261 | ことざくら            | 墨田川     | 1985年2月  | 2011年2月  |
| 昭和59年度                | CL-262 | みほぎく              | 石原       | 1985年2月  | 2008年3月  |
| 昭和59年度                | CL-263 | くろゆり              | ヨット     | 1984年11月 | 2008年3月  |
| 昭和62年度 補正           | CL-264 | ちよぎく              | 信貴       | 1988年3月  | 2011年3月  |
| 昭和63年度 （いそかぜ型） | CL-01  | いそかぜ              | ヨット     | 1989年3月  | 2016年3月  |
| 昭和63年度 （いそかぜ型） | CL-02  | はやかぜ              | ヨット     | 1989年3月  | 2016年3月  |
| 平成2年度 （なだかぜ型）  | CL-03  | なだかぜ              | ヨット     | 1991年     | 2017年3月  |
| 平成2年度 （なだかぜ型）  | CL-04  | ことかぜ              | ヨット     | 1991年     | 2017年3月  |